# LTE Advanced

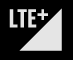
LTE-Advanced indicatore in Android

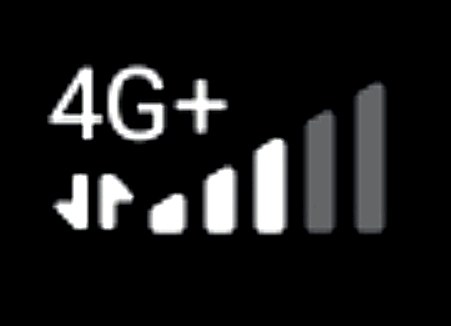
LTE-Advanced indicatore (4G+) in Xiaomi telefoni

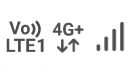
LTE Advanced indicatore (4G+) in Samsung Galaxy telefoni

LTE Advanced o 4G Plus o 4G+ è uno standard di telefonia mobile che al contrario della rete LTE aggrega più bande (fino ad un massimo di 5) per raggiungere velocità di picco più elevate, fino a 1 Gbps in download e 500 Mbps in upload
LTE-A è l'evoluzione dello standard Long Term Evolution (LTE).